# USS Curtis Wilbur (DDG-54)
USS Curtis Wilbur (DDG-54) — четвертий ескадрений міноносець КРО в першій серії Flight I типу «Арлі Берк». Збудований на корабельні Bath Iron Works, спущений на воду 16 травня 1992, прийнятий до складу флоту 19 березня 1994 р. у Лонг-Біч, Каліфорнія. Основним доповідачем на церемонії прийняття корабля до складу ВМС США був міністр ВМС США Джон Г. Далтон.
Приписаний до морської станції Йокосука (Японія).
Есмінець «Кертис Вілбер» отримав назву на честь Кертіса Д. Вілбера, 43-го міністра ВМС, який керував флотом за часів президентства Калвіна Куліджа.

## Бойова служба
Влітку 1994 року взяв участь у міжнародних навчаннях «RIMPAC 1994».
31 липня 1995 року залишив порт приписки Сан-Дієго для свого першого розгортання.
У вересні 1996 року прибув в новий порт приписки Йокосука, Японія, і увійшов до складу 7-го флоту США.
15 лютого 1997 року залишив порт приписки Йокосука для запланованого розгортання в складі бойової групи авіаносця USS «Independence» (CV 62), з якого повернувся 10 червня.
17 лютого 1998 року залишив порт приписки для весняного патрулювання, з якого повернувся 19 травня.
15 березня 1999 року залишив Йокосука для розгортання в зоні відповідальності 5-го і 7-го флоту США, з якого повернувся 25 серпня.
15 січня 2000 року залишив Йокосука для участі в навчаннях SHAREM 132 в Жовтому морі. 13 березня повернувся додому.
23 січня 2001 року залишив Йокосука для патрулювання в західній частині Тихого океану, з якого повернувся 14 березня.
З 10 по 14 березня 2003 року проходив морські випробування після завершення 13-місячного ремонту, вартість якого склала 65 млн доларів США. 18 серпня залишив порт приписки для осіннього патрулювання в західній частині Тихого океану.
25 лютого 2004 року залишив порт приписки для весняного патрулювання у складі бойової групи авіаносця USS «Kitty Hawk» (CV-63), з якого повернувся 22 квітня. 28 липня прибув з візитом в Дананг, В'єтнам, ставши з 1973 року другим кораблем ВМС США відвідав В'єтнам і першим — відвідав Дананг.
1 липня 2005 прибув до Владивостока спільно з USS «Patriot» (MCM 7) і USS «Guardian» (MCM 5).
2006 року брав участь в різних навчаннях.
19 березня 2007 року залишив Йокосука для запланованого розгортання, в рамках якого 01 липня прибув з візитом до Владивостока. 10 липня повернувся на базу.
2008 року перебував у складі ударної групи авіаносця USS «Kitty Hawk» (CV-63).
15 березня 2010 року залишив Йокосука для запланованого весняного патрулювання.
10 червня 2011 року залишив Йокосука для літнього патрулювання в західній частині Тихого океану в складі ударної групи атомного авіаносця USS «George Washington» (CVN-73), з якого повернувся 6 вересня.
10 липня 2012 року прибув сухий док № 6 військово-морської верфі в Йокосука для проходження ремонту, який покинув 26 листопада.
04 лютого 2013 року залишив Йокосука для проходження дводенних ходових випробувань. 19 травня залишив Йокосука для літнього патрулювання, з якого повернувся 09 липня. 15 листопада покинув порт приписки для участі в щорічних спільних двосторонніх навчаннях ANNUALEX, в яких взяли участь кораблі військово-морських сил Японії. 02 грудня повернувся додому.
03 березня 2014 року залишив порт приписки для патрулювання в західній частині Тихого океану, з якого повернувся 31 березня. 09 квітня прибув в сухий док № 6 військово-морської верфі в Йокосука для проходження ремонту. 14 листопада покинув сухий док і був пришвартований до причалу 8.
20 лютого 2015 роки знову повернувся в сухий док. З 27 лютого по 05 березень проходив морські ходові випробування. 18 травня залишив Йокосука для літнього патрулювання у складі ударної групи атомного авіаносця USS «George Washington» (CVN-73), з якого повернувся 03 серпня. 05 жовтня покинув Йокосука для патрулювання в західній частині Тихого океану.
30 січня 2016 г. ракетний есминець ВМФ США «Кертіс Вілбур» з'явився в районі штучного острова Тритон, який створює китайська сторона у складі безлюдного архіпелагу у Південно-Китайському морі — Парасельских островів. В зв'язку з цим, МЗС і Міноборони Китая виступили ввечері 30 січня з офіційною заявою, в якій зазначається, що «Американський військовий корабель порушив китайські закони, перебуваючи у територіальний водах Китаю без попереднього дозволу». Міністерство оборони КНР, назвало появу есмінця «навмисно провокаційними діями, безвідповідальними і конче небезпечними». У свою чергу, американські військові стверджують, корабель перебував за межами 12-мильної прибережної зони, тобто у міжнародний водах. «Ця операція викликана спробами Китая, Тайваня і В'єтнама обмежити свободу новігації у цьому районі», — заявив представник Пентагона Джефф Девіс.
18 червня 2016 ударні групи CSG 3 і CSG 5 провели об'єднану операцію в Філіппінському морі. 30 червня в складі ударної групи прибув до Південно-Китайського моря для проведення звичайного патрулювання. 20 липня прибув із запланованим візитом в порт Маніла, Філіппіни. 29 липня повернувся в порт приписки. 5 вересня покинув порт приписки для запланованого патрулювання. З 10 по 15 жовтня в складі ударної групи авіаносця USS «Ronald Reagan» (CVN-76) взяв участь в двухстронній навчаннях «Invincible Spirit 2016» з ВМС Республіки Корея. 16 жовтня прибув в порт Сасебо, Японія. 21 листопада повернувся в порт приписки, завершивши 11-тижневе патрулювання.
4 грудня 2017 року залишив порт приписки Йокосука для проведення морських випробувань після завершення шестимісячного ремонту.
17 травня 2018 року прибув до Симода (Японія) для участі в 79-му щорічному фестивалі «Black Ship». Під час даного візиту екіпаж корабля взяв участь в громадських заходах: відвідані місцевої початкові школи, зіграв в пляжний волейбол, взяв участь в змаганні з перетягування каната.
25 березня 2019 року через акваторію Тайванської протоки есмінець пройшов разом з швидкохідним патрульним катером Bertholf Берегової охорони. На це влада Китаю відповіла, направивши протест Сполученим Штатам.
22 червня 2021 року здійснив плановий транзит Тайванської протоки через міжнародні води відповідно до міжнародного права. Транзит корабля через Тайванську протоку демонструє прихильність США вільному та відкритому судноплавству в Індо-Тихоокеанському регіоні.
У серпні 2021 року змінив порт приписки Йокосука, і був перебазований в порт Сан-Дієго, перейшовши таким чином в підпорядкування з сьомого флоту в третій флот ВМС США.